# Obraz Matki Bożej Góreckiej
Obraz Matki Bożej Góreckiej — obraz znajduje się w Górce Klasztornej na przedmieściach Łobżenicy.

## Historia obrazu
Według tradycji pierwszy obraz powstał jeszcze za życia pasterza, któremu objawiła się Matka Boża w 1079. Obraz przetrwał do 1575, kiedy to spłonął kościół wraz z czczonym obrazem. Około roku 1650 powstał obraz nieznanego artysty, który został umieszczony w głównym ołtarzu kościoła. W 1907 wybuchł pożar w kościele, prawdopodobnie było to podpalenie i powszechnie sądzono, że było to zrobione przez agentów tajnej policji pruskiej. W 1954 profesor ASP Jerzy Hoppen z Torunia w oparciu o stare kopie dokonał rekonstrukcji spalonego obrazu.

## Opis obrazu
Obraz jest o wymiarach 131 x 240 cm i przedstawia Maryję w całej postaci. Widoczne są jej bose stopy dotykające półksiężyca. Ubrana jest w czerwoną suknię i okryta zielonym płaszczem z odkrytą głową. Na lewej ręce trzyma Dzieciątko Jezus, które prawą dłoń wznosi w geście błogosławieństwa, a w lewej trzyma kulę ziemską. Maryja podtrzymuje Jezusa dwoma rękami. Jezus ubrany jest w różową sukienkę i ma bose stopy.

## Koronacja obrazu
Koronacja obrazu dokonana została 6 czerwca 1965 przez prymasa Polski kard. Stefana Wyszyńskiego przy udziale duchowieństwa i 60 tysięcy wiernych. Korony zostały zaprojektowane przez artystę plastyka Antoniego Gołębniaka z Poznania.

## Kult obrazu
Wśród wielu cudownych wydarzeń i uzdrowień kroniki podają wiele przypadków nawróceń protestantów na katolicyzm oraz przyjęcia chrztu świętego przez żydów. W 1718 w Górce nastąpiło nawrócenie żyda o nazwisku Nawrocki, który wychował dwóch synów na kapłanów katolickich. W następnym roku protestant Jonasz Dziemski nawrócił się na wiarę katolicką. W Górce istniały prężne organizacje religijne i następujące bractwa: świętej Anny, Paska św. Franciszka, Dobrego Pasterza, Niepokalanego Poczęcia Najświętszej Maryi Panny, świętego Józefa, Szkaplerza Karmelitańskiego, św. Jana Nepomucena oraz Trzeci Zakon św. Franciszka tzw. tercjarze.